# Mason-Dixon-linjen

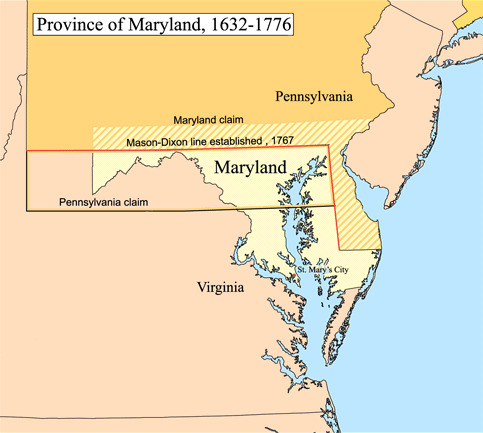
Mason-Dixon-linjen.

Mason-Dixon-linjen är en gränslinje som delar upp USA:s delstater i nordstaterna och sydstaterna.
Linjen drogs 1763-67 av astronomen Charles Mason och lantmätaren Jeremiah Dixon. Därigenom fastställdes den omtvistade gränsen mellan provinsen Pennsylvania och provinsen Maryland.